# Х (слово ћирилице)
Слово Х је двадесет и шесто слово српске ћирилице. Увео га је Вук Караџић 1836. године, уверивши се да постоје говори (у Дубровнику и Црној Гори) који чувају тај глас.